# Ove Grønborg
Ove Larsen Grønborg (født 7. januar 1815 på Grønborg i Tise Sogn ved Brønderslev, død 13. november 1880 i Brønderslev) var en dansk skolelærer og politiker.
Grønborg blev uddannet lærer på Snedsted Seminarium i 1837, og arbejde derefter som lærer flere steder. Han stoppede som lærer i Serritslev i 1871 efter en strid med  biskop over Alborg Stift P.C. Kierkegaard. Derefter lejede han et hus i Skovsgård ved Øster Svenstrup hvor han drev landbrug og underviste på aftenskole. Han oprettede en højskole på ejendommen, men måtte lukke den efter fire år. Grønborg skrev en bog om vendelbomål som blev udgivet efter hans død.
Grønborg var medlem af Folketinget valgt i Hjørring Amts 4. valgkreds (Vråkredsen) 1849-1852. Han genopstillede ikke ved folketingsvalget 1852.